# فيرفاكس براون
فيرفاكس براون (12 أبريل 1899 بسيدني في أستراليا - 21 مايو 1931) (بالإنجليزية: Fairfax Brown)‏ هو لاعب كريكت أسترالي.

## وصلات خارجية
- فيرفاكس براون على موقع إي آس بي آن كريك إنفو (الإنجليزية)